# Hérisson indien
Paraechinus micropus
Espèce
Répartition géographique
Statut de conservation UICN

 LC  : Préoccupation mineure
Le Hérisson indien (Paraechinus micropus), est une espèce de hérissons appartenant à la famille des Erinaceidés. Espèce endémique d'Asie du Sud, ce « hérisson à grandes oreilles » est natif de l'Inde et du Pakistan. Il est largement distribué dans les régions arides de ces deux pays, jusqu'à 700 m d'altitude.

## Synonymes
- Erinaceus micropus Blyth, 1846
- Erinaceus pictus Stoliczka, 1872
- Hemiechinus mentalis Fitzinger, 1867
- Hemiechinus micropus (Blyth, 1846)
- Paraechinus intermedius Biswas & Ghose, 1970
- Paraechinus intermedius Biswas & Ghose, 1970 ssp. kutchicus

## Description
Le hérisson indien se distingue du hérisson d'Europe par des piquants plus nombreux et une zone de peau chauve sur la tête. Sa couleur et variable, allant du noir au blanc (l'albinisme et le mélanisme étant assez communs).

## Comportement
Il vit ans les déserts et les savanes de l'Inde et du Pakistan. Il réduit son activité lorsque les conditions climatiques deviennent extrêmes. Il se nourrit d'insectes, de scorpions et d'autres invertébrés, mais peut aussi consommer des charognes ou des œufs à l'occasion. Il peut conserver des aliments pour les manger plus tard.